# Словенија на Светском првенству у атлетици у дворани 2012.
Словенија је на Светском првенству у атлетици у дворани 2012. одржаном у Истанбулу од 9. до 11. марта учествовала једанаести пут. Репрезентацију Словеније представљала су четири такмичара (1 мушкарац и 3 жене), који су се такмичили у три дисциплине.
На овом првенству Словенија није освојила ниједну медаљу нити је остварен неки рекорд.

## Учесници
| Мушкарци: - Вид Јакоб Тршан — 800 м | Жене: - Марина Томић — 60 м препоне - Марија Шестак — Троскок - Снежана Родич — Троскок |  |

## Резултати

### Мушкарци
| Атлетичар       | Дисциплина | Лични рекорд | Квалификације | Квалификације | Полуфинале           | Полуфинале           | Финале               | Финале       | Детаљи |
| Атлетичар       | Дисциплина | Лични рекорд | Резултат      | Место         | Резултат             | Место                | Резултат             | Место        | Детаљи |
| --------------- | ---------- | ------------ | ------------- | ------------- | -------------------- | -------------------- | -------------------- | ------------ | ------ |
| Вид Јакоб Тршан | 800 м      | 1:48,15 НР   | 1:53,64       | 4. у гр. 5    | Није се квалификовао | Није се квалификовао | Није се квалификовао | 10 / 57 (61) |        |

### Жене
| Атлетичарка   | Дисциплина   | Лични рекорд | Квалификација | Квалификација | Полуфинале            | Полуфинале            | Финале                | Финале       | Детаљи |
| Атлетичарка   | Дисциплина   | Лични рекорд | Резултат      | Место         | Резултат              | Место                 | Резултат              | Место        | Детаљи |
| ------------- | ------------ | ------------ | ------------- | ------------- | --------------------- | --------------------- | --------------------- | ------------ | ------ |
| Марина Томић  | 60 м препоне | 8,13         | 8,67          | 7. у гр. 4    | Није се квалификовала | Није се квалификовала | Није се квалификовала | 24 / 28 (32) |        |
| Марија Шестак | Троскок      | 15,08 НР     | 14,05         | 2. у гр. А    |                       |                       | Није се квалификовала | 7 / 57 (61)  |        |
| Снежана Родич | Троскок      | 14,23        | Без пласмана  | Без пласмана  | Није се квалификовала | Није се квалификовала |                       |              |        |